# Château du Grand Hamel
 (février 2023).
 (février 2023).
Pour les articles homonymes, voir Hamel.
Le Château du Grand Hamel est situé à Mesnil-Raoul ou Mesnil-Raoult,  commune française située dans le département de la Seine-Maritime en région Normandie. 
C'est une propriété privée avec ses dépendances et pigeonnier. 

## Historique
Le château initial est édifié au XIXe siècle sur les bases d'une demeure plus ancienne. 
En 2020, il est acquis par la famille Dégremont, qui y réside depuis. Dans le cadre de la restauration et de la promotion touristique du domaine, le pigeonnier, le chartrier, les dépendances et le château sont en cours de restauration.
Un verger d'une cinquantaines d'arbres est installé, dont une quinzaines de variétés très anciennes.

## Description

### Architecture
le château comporte, au-dessus du rez-de-chaussée, un étage et des combles. Les murs extérieurs sont revêtus d'enduit ou constitués de briques.
Les toits, classiques, à longs pans ou en croupe, sont principalement revêtus d'ardoises.

### Parc et jardins
La notice de la base Mérimée mentionne une motte druidique occupée par Rollon. 